# Cheick Seynou
Cheick Seynou (Alto Volta, (en la actualidad Burkina Faso), 1967) es un exatleta burkinés.
Representó su país en los Juegos Olímpicos de Seúl 1988. Compitió en la disciplina de saltos de altura.